# Однажды (мюзикл)
«Однажды» (англ. Once) – мюзикл, основанный на одноимённом фильме 2007 года, музыку и слова к которому написали исполнители главных ролей в фильме Глен Хансард и Маркета Ирглова. В мюзикле звучит «Falling Slowly» – песня, получившая Оскар в 2008 году.

## История постановок

### США
Официальная премьера мюзикла «Однажды» состоялась в «Американском репертуарном театре» в Кэмбрижде, штат Массачусетс, в апреле 2011 года, после чего спектакль перевели во внебродвейский театр New York Theatre Workshop, где он шёл с 6 декабря 2011 года (предпоказы с 15 ноября) по 15 января 2012 года. Режиссёром мюзикла выступил Джон Тиффани, оригинальный состав включал в себя Стива Кази в роли Парня и Кристин Милиоти в роли Девушки. Постановка была номинирована на премию Люсиль Лортел в 7 номинациях, а также выиграла премию Нью-йоркского кружка театральных критиков за лучший мюзикл.
Предпоказы в бродвейском театре Бернарда Б. Джейкобса начались 28 февраля 2012 года, официальная премьера прошла 18 марта 2012 года. Кази и Милиоти вернулись к исполнению главных ролей. Постановка была номинирована на 11 премий «Тони», из которых выиграла 8, включая «Лучший мюзикл» и «Лучшее либретто мюзикла». В 2012 году спектакль получил Драма Деск за выдающийся мюзикл. 
В 2013 году аудио-записи мюзикла была присуждена премия «Грэмми» за лучший альбом музыкального театра.
«Однажды» закрылся 4 января 2015 года после почти 1200 представлений на Бродвее.
Бродвейская постановка использовала минималистический сет декораций, который напоминал бар с высокими стульями, расположенными по краям сцены. Актёры не покидали сцену, они просто садились на эти стулья. Оркестр в привычном понимании этого слова отсутствовал: исполнителям аккомпанировали члены труппы, не занятые в конкретной сцене и сидящие на барных стульях. Помимо этого бар функционировал перед началом спектакля и в антракте как настоящий, и его могли посетить некоторые категории зрителей.

### Ирландия/Великобритания
Ограниченный показ в дублинском Театре Гэйети прошёл с 22 февраля по 9 марта 2013 года, главные роли исполнили Деклан Беннетт и Зринка Цвитешич. После этого спектакль быстро переместился в лондонский Вест-Энд, где уже 16 марта 2013 года начались предпоказы в театре Феникс, а официальная премьера состоялась 9 апреля. С 17 марта по 10 мая 2014 года роль Парня исполнял Артур Дарвилл, который до этого получил восторженные отзывы за её исполнение на Бродвее. С 17 ноября 2014 года и до закрытия спектакля 21 марта 2015 года главную мужскую роль играл Ронан Китинг.
В 2014 году мюзикл был номинировал на 5 премий Лоренса Оливье, выиграв 2, в том числе за выдающееся достижение в музыке и на 5 премий Whatsonstage.com, взяв награду за лучшую оригинальную музыку.
Начиная с 2015 года, «Однажды» возобновляют в Дублине на ограниченные летние показы.

## Сюжет
Он работает в магазине своего отца и чинит пылесосы. Она — иммигрантка из Чехии с дочкой и сложными отношениями с мужем. Их объединила любовь к музыке и друг другу. За пять дней в жизни каждого из них незаметно произошли большие перемены.